# Frères Rorique
De leur vrai nom Degrave, les deux frères Rorique ont été jugés pour des actes de piraterie commis en Polynésie.
L'affaire judiciaire a défrayé la chronique au dix-neuvième siècle, suscitant des réactions des milieux intellectuels (dont celle d'Émile Zola, de Pierre Loti et de Georges Sorel) en raison du doute qui a toujours plané sur leur culpabilité, condamnés sur le seul témoignage de M. Mirey, maître-queux du bâtiment que les frères auraient détourné.